# مارغو برايس
مارغو برايس (بالإنجليزية: Margo Price)‏ هي كاتبة غنائية أمريكية، ولدت في 15 أبريل 1983 في Buffalo Prairie, Illinois ‏ في الولايات المتحدة.

## وصلات خارجية
- الموقع الرسمي
- مارغو برايس على موقع IMDb (الإنجليزية)
- مارغو برايس على موقع ميوزك برينز (الإنجليزية)
- مارغو برايس على موقع أول ميوزيك (الإنجليزية)
- مارغو برايس على موقع ديسكوغز (الإنجليزية)
- مارغو برايس على موقع قاعدة بيانات الفيلم (الإنجليزية)